# Пятницкая полицейская часть
Пя́тницкая полицейская часть (до 1797 года 2-я часть, позднее 4-я часть) — бывшая административно-территориальная единица в составе Москвы, существовавшая в 1782—1917 годах. Включала в себя северо-восточную часть Замоскворечья, в основном внутри Земляного города.

## История
2-я полицейская часть образована при административной реформе 1782 года, проведённой после принятия «Устава благочиния». До этого, начиная с 1720-х гг., восточная часть Замоскворечья вплоть до Данилова монастыря относилась к 12-й полицейской команде. В 1797 году была переименована в Пятницкую часть. Упразднена в 1917 году наряду с остальными частями, территория вошла в состав Замоскворецкого района. Историческая территория части в основном совпадает с территорией современного района Замоскворечье.

## Описание
Территория была ограничена: с севера и востока — Москвой-рекой, с юга — Садовым кольцом (после расширения в южном направлении в конце XIX века — Жуковым проездом, улицей Щипок и Стремянным переулком), с запада — Большой Ордынкой (после расширения на юг — также Малой Серпуховской улицей) и улицей Балчуг (позднее — Болотной улицей и Фалеевским переулком). Согласно «Указателю Москвы» 1793 года, основными улицами части были Пятницкая, Кузнецкая, Татарская, Большие Лужники, Нижние Садовники.
В середине XIX века состояла из 5 кварталов. 1-й квартал располагался между Москвой-рекой и Водоотводным каналом от Москворецкого и Чугунного мостов, включая Комиссариат. 2-й квартал примыкал к Высокопятницкому мосту, Большой Ордынке и Водоотводному каналу, включая Пятницкий съезжий дом. 3-й квартал располагался между Татарской улицей и Водоотводным каналом. 4-й квартал — от Климентовской церкви по Большой Ордынке, Кузнецкой улице и Болвановке. 5-й квартал — от церкви Спаса на Болвановке до Серпуховских ворот и Большой Ордынки.
После полицейской реформы 1881 года делилась на 2 участка (1-й и 2-й Пятницкий). 1-й участок занимал северную часть до Курбатовского, Большого Спасоболвановского (Большого Болвановского), Большого Татарского (Знаменского), Зверевского и Пупышевского переулков, 2-й участок — южнее линии этих переулков.

## Население
- 1834—1840 годы — около 14700 человек в среднем (8700 мужчин, 6000 женщин)[4].
- 1871 год — 24923 человека, 14982 мужчины, 9941 женщина, 1031 домовладение, 2016 квартир[5].
- 1881 год — 50302 человека[1].
- 1897 год — 60356 человек (33661 мужчина, 26895 женщин)[6].
- 1902 год — 68043 человека (40337 мужчин, 27706 женщин). По участкам: 29028, 39015 человек[7]
- 1912 год — 89887 человек (50235 мужчин, 39652 женщины), 992 домовладения, 9017 жилых квартир[8].

## Административное здание

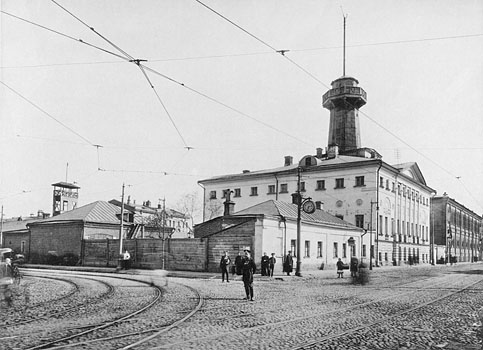
Пятницкий полицейский дом. Фото из «Альбома зданий, принадлежащих Московскому Городскому Общественному Управлению» (1913)

Здание Пятницкой части, где располагались полицейская и пожарная команды, находились в бывшей городской усадьбе Матвеевых по адресу Пятницкая улица, дом 37 (современный адрес: дом 31, строение 2), у угла с Климентовским переулком. Владение было выкуплено казной в 1818 году.